# Mehmed Said Galip Paixà
Mehmed Said Galip Paşa (Istanbul 1763/1764- Balıkesir 1829/1830) fou un diplomàtic, governador i gran visir otomà.
Fill d'un dignataris de segon orde de la cort al que quan va morir va substituir (1774/1775) ocupant després diversos càrrecs. El 25 de juny de 1802 va signar com plenipotenciari el tractat de París que establia la pau entre els dos estats després de l'expedició francesa a Egipte. El 1803 va ocupar altres càrrecs fins a la mort de Selim III el 29 de maig de 1807. Llavors va fugir a Rusçuk però poc després (21 de juliol) va rebre el nomenament com a nishandj i encarregat de negociar un armistici amb Rússia que es va acordar a Slobosia el dia 24 d'agost de 1807. Va rebre llavors un alt càrrec (Reis ul-kuttab) que va conservar quan fou deposat Mustafà IV (28 de juliol), sota Mahmut II, fins al 1811 quan fou nomenat ketkhuda del gran visir i fou encarregat de negociar amb Rússia els termes de la pau en la guerra (que s'havia reprès l'octubre de 1808) i va signar el tractat de Bucarest de 28 de maig de 1812. Va tornar al seu antic alt càrrec (22 de gener de 1814) però fou revocat el juliol.
Els següents 9 anys va estar de fet exiliat fora de la capital, com a wazir i amb rang de paixà, governant diverses províncies d'Anatòlia, per causa de Halef Efendi que era molt influent a la cort i amb el qual estava enfrontat; el seu darrer destí fou Konya el juny de 1821; va poder tornar a la capital quan el seu enemic fou executat el novembre de 1822.
Fou nomenat comandant de la part europea del Bòsfor (vers el 20 de setembre de 1823, però fou cridat aviat al gran visirat el 4 de desembre. Es va trobar amb la revolta grega i va encarregar a Muhammad Ali d'Egipte d'aplanar-la. Fou revocat el 14 de setembre de 1824 quan va dubtar sobre la proposta del sultà d'abolir els geníssers. Fou enviat a Erzerum com a wali (febrer/març de 1825) on va intentar resistir als russos el 1828 durant la guerra, però no va poder impedir la caiguda de Kars el dia 15 de juliol. Va perdre el govern a final del 1828 i enviat en exili als Balcans on va morir el 1829 o 1830.